# Friedrich Altemeier
Friedrich Altemeier (* 4. Juni 1886 in Niederbecksen (heute Bad Oeynhausen); † 18. September 1968) war ein Jagdflieger der deutschen Fliegertruppe im Ersten Weltkrieg und Träger des Goldenen Militär-Verdienst-Kreuzes.

## Leben
Friedrich Altemeier leistete von 1906 bis 1908 seinen Wehrdienst ab. Danach arbeitete er bei der Firma Krupp. Bei Kriegsbeginn wurde Altemeier als Infanterist eingezogen und diente vom August 1914 bis zu seiner schweren Verwundung am 15. Januar 1915 als MG-Schütze in vorderster Linie. Da er nicht mehr fronttauglich war, meldete sich Altemeier nach seiner Genesung bei der Fliegertruppe, wo er vom 21. September bis 1. Dezember 1916 als Offizierstellvertreter in der Fliegerabteilung 67 diente. Danach kam er erst zur Jagdstaffel 14, im Dezember 1916 zur sächsischen Jagdstaffel 24 an der Westfront. Nach seinem 9. Luftsieg im September 1917 wurde Altemeier erneut verwundet, ein weiteres Mal nach erneuten fünf Luftsiegen am 25. Juli 1918, worauf er das Silberne Verwundetenabzeichen erhielt.

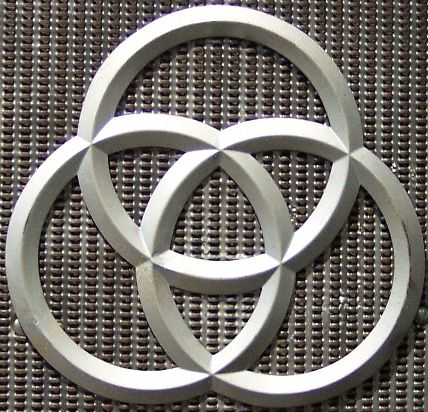
Altemeiers Flugzeugkennzeichen: Die drei nahtlosen Eisenbahn-Radreifen von Krupp

Als treuer Mitarbeiter der Firma Krupp kennzeichnete Altemeier sein Flugzeug mit den drei in Dreiecksform zusammengefügten Ringen seiner Firma. Als Jagdflieger errang er 20 anerkannte Luftsiege, darunter den 88. und letzten Luftsieg der Jasta 24, nur einen Tag vor dem Waffenstillstand.
Aufgrund seiner außerordentlichen Tapferkeit erhielt Altemeier bereits nach seinem elften Luftsieg am 11. April 1918 das Goldene Militär-Verdienst-Kreuz, die höchste Tapferkeitsauszeichnung, die Unteroffizieren und Mannschaften verliehen werden konnte. Altemeier überlebte den Krieg und wurde im Zweiten Weltkrieg als Flieger der Luftwaffe reaktiviert. Zuletzt diente Altemeier als Major und Ausbildungschef einer Flugschule.
Altemeier starb am 18. September 1968.